# یواس‌اس پارک کانتی (ال‌اس‌تی-۱۰۷۷)
یواس‌اس پارک کانتی (ال‌اس‌تی-۱۰۷۷) (به انگلیسی: USS Park County (LST-1077)) یک کشتی است که طول آن ۳۲۸ فوت (۱۰۰ متر) می‌باشد. این کشتی در سال ۱۹۴۵ ساخته شد.